# كارلا لين
كارلا لين (بالإنجليزية: Carla Lane)‏ (و. 1928 – 2016 م) هي كاتبة سيناريو بريطانية، ولدت في ليفربول، توفيت عن عمر يناهز 88 عاماً.

## جوائز
حصلت على جوائز منها:

نيشان الامبراطورية البريطانية من رتبة ضابط

## وصلات خارجية
- كارلا لين على موقع IMDb (الإنجليزية)
- كارلا لين على موقع ميوزك برينز (الإنجليزية)
- كارلا لين على موقع قاعدة بيانات الفيلم (الإنجليزية)
- كارلا لين في قاعدة بيانات الأفلام على الإنترنت